# Madura Kulatunga

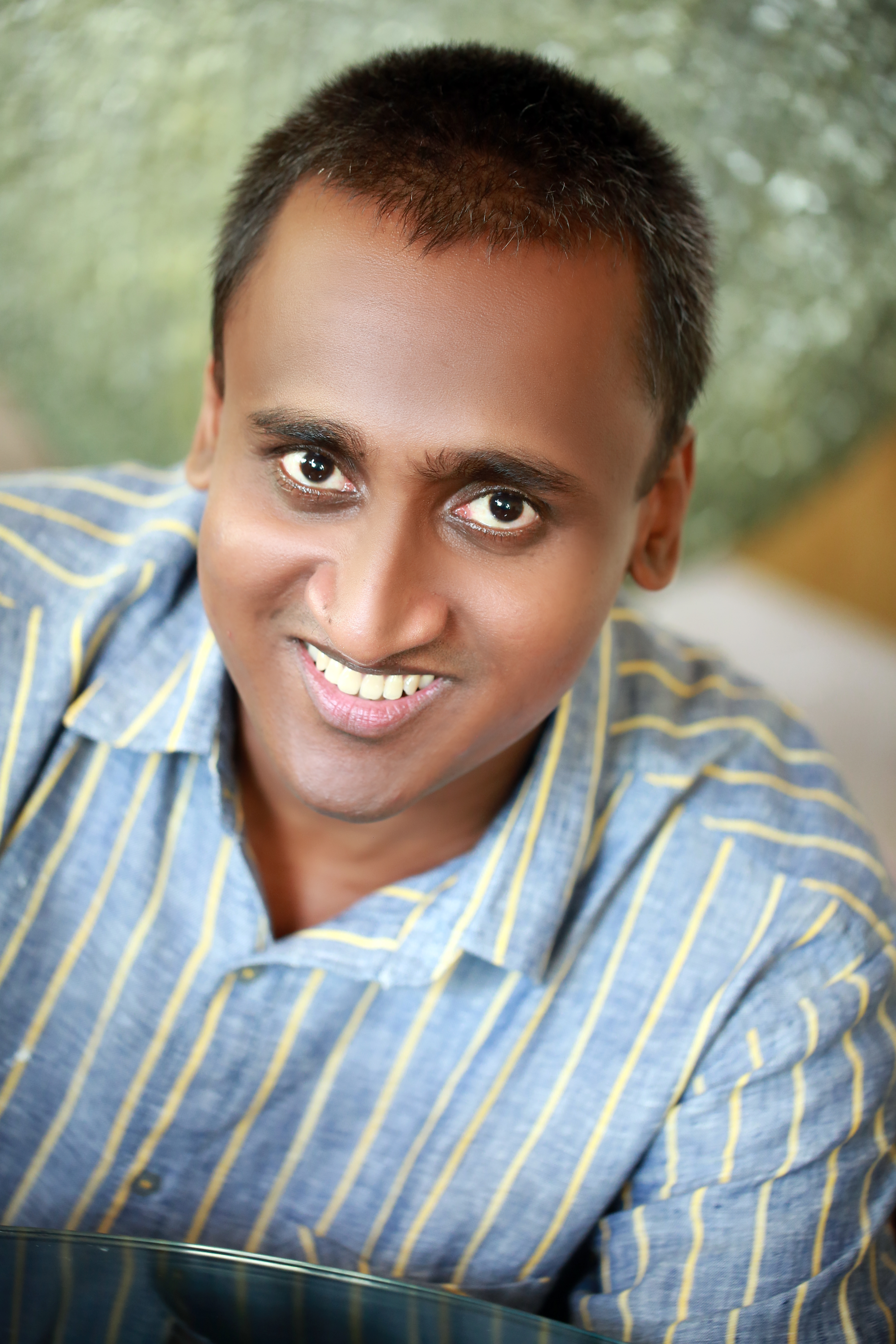
Madura Kulatunga (2014)

Madura Kulatunga (singhalesisch මධුර කුලතුංග; * 23. März 1980 in Matara, Sri Lanka) ist ein sri-lankischer Software-Ingenieur, der vor allem als Gründer des Madura English–Sinhala Dictionary bekannt ist.

## Privatleben
Kulatunga studierte am Royal College, Colombo. Er erwarb den Master of Science in Informationstechnologie am Sikkim Manipal University. Beruflich ist er als Microsoft Certified Systems Engineer qualifiziert.

## Karriere
Kulatunga verstand die Schwierigkeiten bei der Verwendung Gedruckte englisch-singhalesischer Wörterbücher. Um diese Herausforderung zu meistern, beschloss er, ein elektronisches Wörterbuch zu erstellen. Er schuf schließlich das Madura English–Sinhala Dictionary und machte es der Öffentlichkeit frei zugänglich. Er wurde der Schöpfer des ersten Online-Englisch-Singhalesisch-Wörterbuchs der Welt.